# Égyptiens des Balkans
Les Égyptiens des Balkans sont une minorité ethnique, enregistrée comme telle et vivant au Kosovo, en Albanie, en Macédoine du Nord, au Monténégro ou en Serbie. C'est une ethnie très proche de celle des Ashkalis, à tel point que les ethnologues s'interrogent sur la pertinence de leur distinction, qui ne se justifie que par l'auto-désignation.

## Histoire
Selon Marcel Courthiade, ces « Égyptiens » ainsi que les Ashkalis, également musulmans, albanophones et jadis nomades, sont considérés par les ethnologues comme des Roms albanisés, mais eux-mêmes ne se reconnaissent pas comme Roms et revendiquent être issus d'Égypte, soit à l'époque turque où les deux régions appartenaient à l'Empire ottoman (tradition orale), soit dès l'antiquité (version protochroniste).

## Démographie
La majorité des Égyptiens des Balkans vivent au Kosovo et en Macédoine. 
Selon les recensements qui ont eu lieu dans la région concernée, les populations étaient les suivantes :
- Macédoine (2002) : 2406 personnes
- Serbie hors Kosovo (2002) : 1834 personnes
- Monténégro (2011) : 2054 personnes[4]